# Xavi Lock
Xavier Lock, detto Xavi (Palma di Maiorca, 28 febbraio 2001), è un attore spagnolo.

## Biografia
Nato nel 2001 a Palma di Maiorca, Xavi Lock ha origini spagnole e svedesi e parla fluentemente sette lingue, tra cui spagnolo, catalano, svedese, italiano, basco, francese e inglese. Si dedica alla recitazione da diversi anni, impegnandosi costantemente nello studio e nel perfezionamento della sua tecnica artistica.
Nel 2013 ha compiuto il suo esordio con un ruolo nel film di guerra Olipathivu diretto da Elson Tomas.
Nel 2019 si è formato presso lo Studio Juan Carlos Corazza e partecipato a un seminario di movimento con lezioni impartire da Andrea Mizes, oltre a seguire un corso presso l'ActorPro First Team. Nello stesso anno ha approfondito la recitazione in lingua inglese attraverso lezioni con Scott Cleverdon e frequentato un corso di recitazione davanti alla telecamera tenuto da Esteban Roel.
Nel 2020 ha continuato la sua formazione con un corso di recitazione, corpo e movimento presso LaJoven Compañía, un corso di recitazione davanti alla macchina da presa con Montxo Armendáriz e un programma di formazione sotto la guida di Victor Antolí.
Nel 2021 ha ampliato le sue competenze artistiche seguendo un corso di canto con Antonio Cabello. Nello stesso anno è entrato a far parte del cast della serie di Prime Video Parot e della serie Deudas, trasmessa su La Sexta e ha recitato nei cortometraggi A las 3 son las 2 diretto da Rubén Mendiondo, e El último refuerzo diretto da Thomas Ragusa. Nel 2022 si è perfezionato ulteriormente con un corso di recitazione tenuto da Bob McAndrew.
Nel 2022 ha recitato nelle serie El inmortal e Fácil, entrambe prodotte da Movistar+. Nello stesso anno è appare nel video musicale Espinita clavá di Abraham Mateo e diretto da Mateo Rufino. Nel 2022 e nel 2023 ha frequentato la Escuela de Teatro Audiovisual MADS di Madrid, completando un percorso di formazione completo e diversificato.
Nel 2023 è stato scelto da TVE per interpretare il ruolo di Francisco "Curro" de Luján (nato Marcos) nella soap opera in onda su La 1 La promessa (La promesa), insieme agli attori Ana Garcés, Eva Martín, Manuel Regueiro, Arturo García Sancho, María Castro, Joaquín Climent, Antonio Velázquez, Andrea del Río e Amparo Piñero.

## Filmografia

### Cinema
- Olipathivu, regia di Elson Tomas (2013)

### Televisione
- Parot – serie TV (2021)
- Deudas – serie TV (2021)
- El inmortal – serie TV (2022)
- Fácil – serie TV (2022)
- La promessa (La promesa) – soap opera (dal 2023)

### Cortometraggi
- A las 3 son las 2, regia di Rubén Mendiondo (2021)
- El último refuerzo, regia di Thomas Ragusa (2021)

### Videoclip musicali
- Espinita clavá di Abraham Mateo, regia di Mateo Rufino (2022)

## Doppiatori italiani
Nelle versioni in italiano dei suoi film e delle sue serie TV, Xavi Lock è stato doppiato da:
- Mattia Billi[19] ne La promessa[20]